# Південь штату Амапа (мезорегіон)
Південь штату Амапа́ (порт. Mesorregião do Sul do Amapá) — адміністративно-статистичний мезорегіон в Бразилії, входить в штат Амапа. Населення становить 0,57 млн осіб на 2006 рік. Займає площу 85 082,833 км². Густота населення — 6,7 чол./км².

## Демографія
Згідно з даними, зібраними під час перепису 2010 р. Національним інститутом географії і статистики (IBGE), населення мезорегіону становить:
| Повне населення                              | Повне населення                              | Повне населення                              | Повне населення                              | 615 592 |
| -------------------------------------------- | -------------------------------------------- | -------------------------------------------- | -------------------------------------------- | ------- |
| в том числе:                                 | Міське населення                             | 564 521                                      | Відсоток міського населення, %               | 91,70   |
|                                              | Сільське населення                           | 51 071                                       | Відсоток сільського населення, %             | 8,30    |
|                                              | Чоловіче населення                           | 306 723                                      | Відсоток чоловічого населення, %             | 49,83   |
|                                              | Жіноче населення                             | 308 869                                      | Відсоток жіночого населення, %               | 50,17   |
| Густота населення, чол/км²                   | Густота населення, чол/км²                   | Густота населення, чол/км²                   | Густота населення, чол/км²                   | 7,24    |
| Населення мезорегіону в % до населення штату | Населення мезорегіону в % до населення штату | Населення мезорегіону в % до населення штату | Населення мезорегіону в % до населення штату | 91,94   |

## Склад мезорегіону
В мезорегіон входять наступні мікрорегіони:
1. Макапа
2. Мазаган

| Бразилія | Це незавершена стаття з географії Бразилії. Ви можете допомогти проєкту, виправивши або дописавши її. |